# Орловская улица (Киров)
Орло́вская у́лица — одна из исторических улиц Кирова. Появилась в 1784 году, с вместе с регулярным планом города Вятки. На Орловской расположена Серафимовская церковь, Ботанический сад и множество исторической застройки, в том числе деревянной.
Начинается улицы Водопроводной и идёт на протяжении 1,5 км до улицы Защитников Отечества.

## История названия
Название улицы происходит от её расположения — на западной границе города с неё начинался Орловский тракт, ведущий в уездный город Орлов.
После Большевистского переворота улицу назвали 9-й Советской линией, а в 1923 году — Коммунистической. В 1993 году улице вернули историческое название.

## Памятники архитектуры и истории

### Существующие

#### Церковь Святого Серафима Саровского
Расположена на пересечении улиц Орловской и Урицкого.
Построена вятским губернским архитектором Иваном Чарушиным на пожертвования прихожан. Заложена в 1904 году, освящение состоялось 18 октября 1907 года. Фасады здания были выполнены в неорусском направлении модерна.
После прихода к власти большевиков Серафимовская церковь на протяжении недолгого времени была единственным в городе действующим храмом. В 1939—1942 годах храм был закрыт и превращен в музей атеизма, а после — в хранилище музейных экспонатов. Однако в период Великой Отечественной войны храм снова был открыт и долгое время был фактически единственным действующим на территории полумиллионного Кирова, получил статус кафедрального собора.
В 1990-е здание вернулось в распоряжение РПЦ.

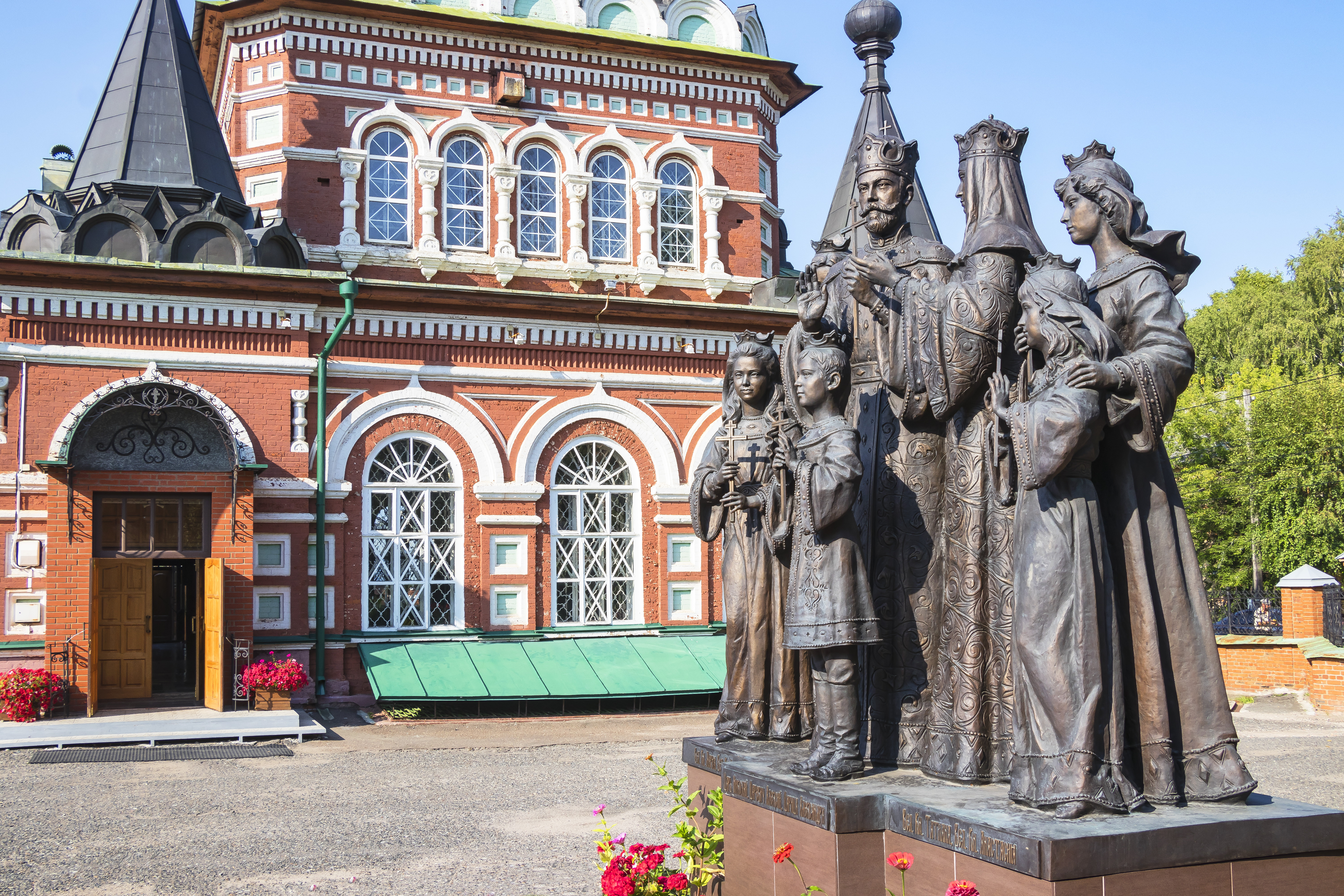
Памятник царской семье у Серафимовской церкви

В основе здания — куб, четырёхскатная крыша которого украшена двумя рядами декоративных кокошников и пятью небольшими (также декоративными) главками-луковицами. Главки центрального объёма и алтарной апсиды приподняты на постаменты-кубики. Рундуки и трехъярусную колокольню венчают шатры. Все основания главок также окружены кокошниками. Храм двусветный, изначально с двумя рядами окон с юга и севера. Алтарная апсида — пятигранная.
Отдельными деталями собор напоминает традиционные деревянные русские храмы и каменные храмы Московской Руси эпохи узорочья. Здание получилось очень нарядным и ярким, и на фоне остальных городских церквей Вятки Серафимовский храм выглядел весьма необычно. Изначально фасады церкви были выложены облицовочным красным кирпичом, отдельные элементы декора выполнены из опоки (белого камня). Позднее стены были закрашены суриком.

#### Памятник Царской семье
На территории Серафимовской церкви расположен памятник Царской семье Романовых. Памятник изготовлен на средства одного из жителей города. Он является копией монумента, установленного на территории Дивеевского монастыря. Открытие состоялось 17 июля 2018 года, спустя сто лет после убийства Царской семьи. Расположение на территории собора связывают с тем, что именно Николай II настоял на канонизации Серафима Саровского.

#### Дом Афанасия Важенина (Дом 15)

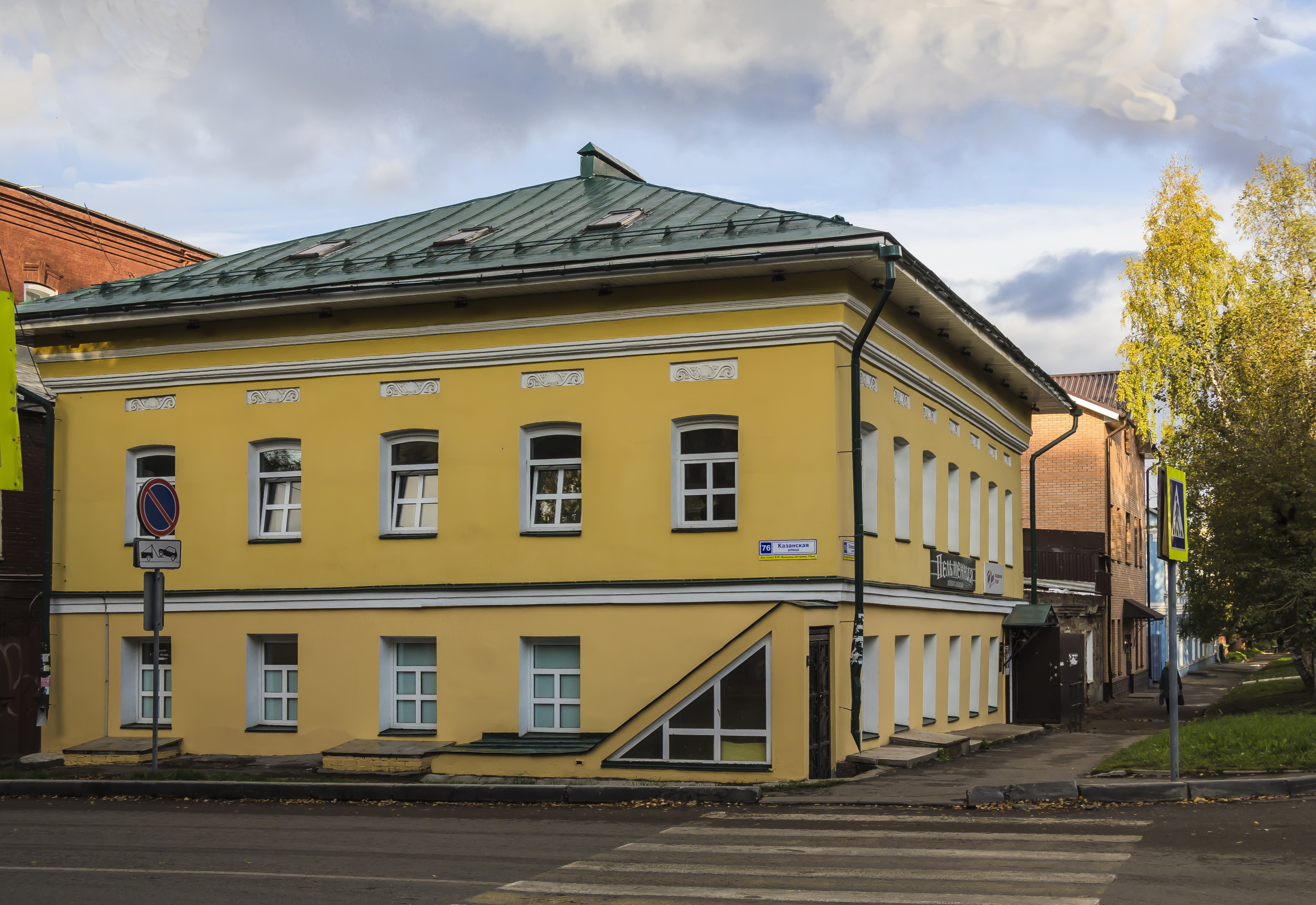
Дом Важенина, вид с Орловской улицы

Точная дата постройки дома на углу улиц Орловской и Казанской улиц не известна. Архитектор А. Г. Тинский в своих записках указывал период до 1835 года, в краеведческих справочниках обычно писали «1-я треть XIX в.».
28 августа 1859 года дом был куплен 48-летним купцом 3 гильдии Афанасием Прокопьевичем Важениным. Последний в 1862 году получил разрешение на пристройку каменной лавки к существовавшему 2-этажному дому с подвалом по Казанской улице и каменного крыльца с восточного фасада.
В 1864 году в здании находилось приходское училище, в 1865 году — трактир отставного рядового Аркадия Иванова. В 1872 году трактир в доме Важенина содержит купец Илья Веретенников, в 1879 году — крестьянин Яков Бровцын. В этот период времени сам владелец дома Афанасий Важенин лишается купеческого титула и, оставаясь уже мещанином, передает дом в собственность наследникам — вдове Ольге Важениной и её сыновьям Василию, Алексею, Георгию, Александре и Александру.
В 1892 году Ярославско-Костромской банк продает дом с торгов Якову Бровцыну. Последним дореволюционным владельцем дома был крестьянин Павел Михайлович Косолапов, который приобрел его в 1910 г. В 1918 году двухэтажный дом был муниципализирован и передан жильцам как коммунальное владение № 136.
11 сентября 2012 года году здание с земельным участком было продано на аукционе почти по стартовой цене в 5 132 000 рублей. Приобрёл его предприниматель Д. В. Резуник. Реконструкция дома Кроткова началась летом 2013 года. В результате реставрационных работ у двухэтажного дома обновили фасад, полностью заменили окна и крышу.

#### Дом Петра Гуесва (Дом 17а)

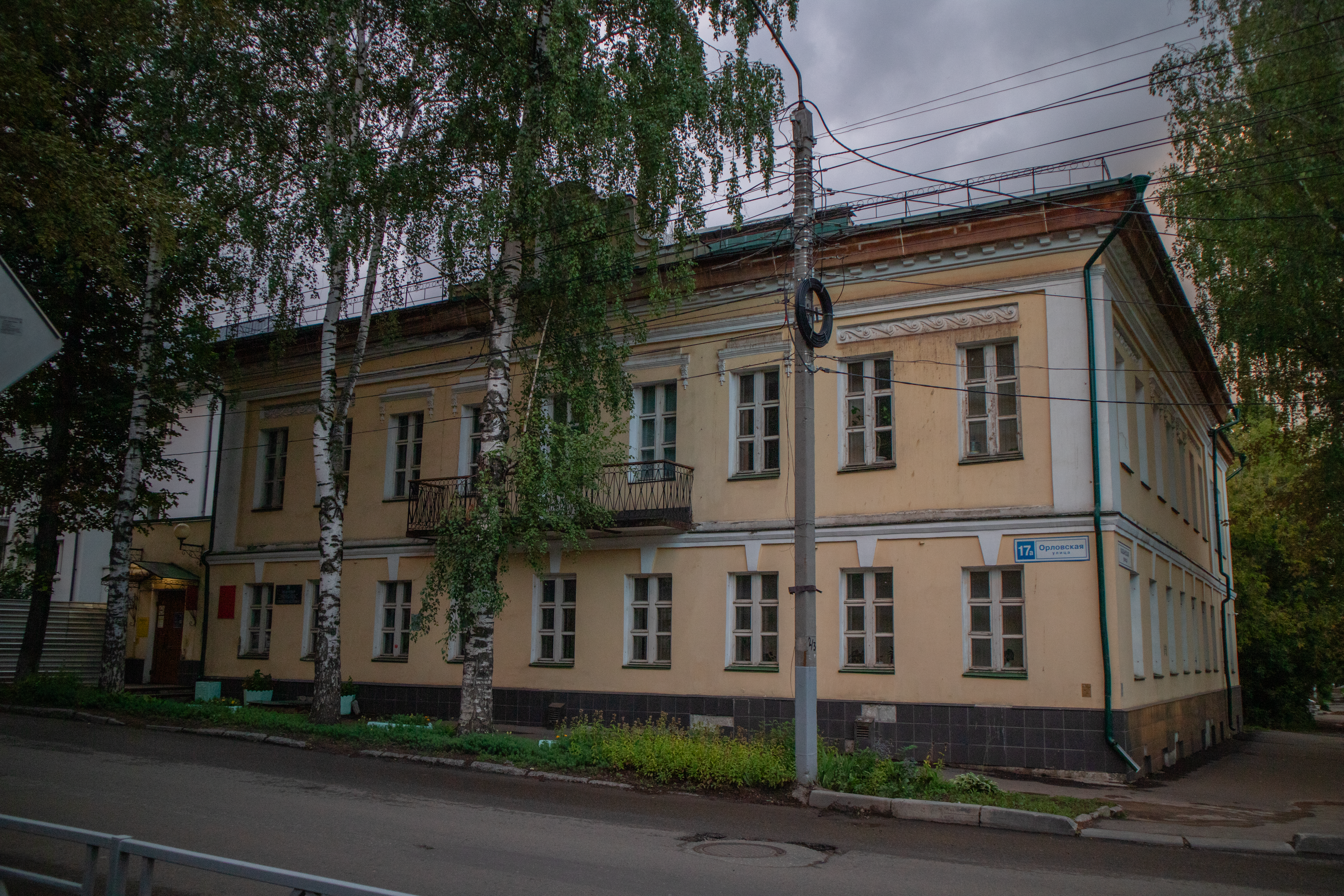
Дом Петра Гусева (Вятка)

Двухэтажный каменный дом купца Петра Гусева на северной окраине новой Хлебной площади был первым, с него начиналась застройка периметра площади домами купцов «второй волны». Казанская улица, на пересечении с которой расположено здание, в те годы была магистральной: только она через единственный на всём протяжении Засорного оврага земляной мост обеспечивала прямую связь со второй частью города и югом губернии.
Построен по проекту губернского архитектора И. А. Андреевского дом, выдержан в духе провинциального классицизма. В 1837 в этом здании была открыта первая выставка сельских произведений Вятской губернии, приуроченная ко времени посещения города наследником престола великим князем Александром, которого сопровождал его воспитатель, поэт В. А. Жуковский. Готовил выставку и представлял её наследнику А. И. Герцен. Здесь был выставлен автопортрет вятского художника-самоучки Д. Я. Чарушина, замеченный Жуковским. От этого здания начинается длинный и многотрудный творческий путь художника в искусство. Выставку посетил и географ К. И. Арсеньев.
Потомки строителя дома разъехались по российским городам, и один из них П. П. Гусев по согласию братьев и сестёр в 1860 году продал дом почтовому ведомству. С 1861 по 1918 (более полувека) располагалась здесь почтовая контора, а это история вятской почты.

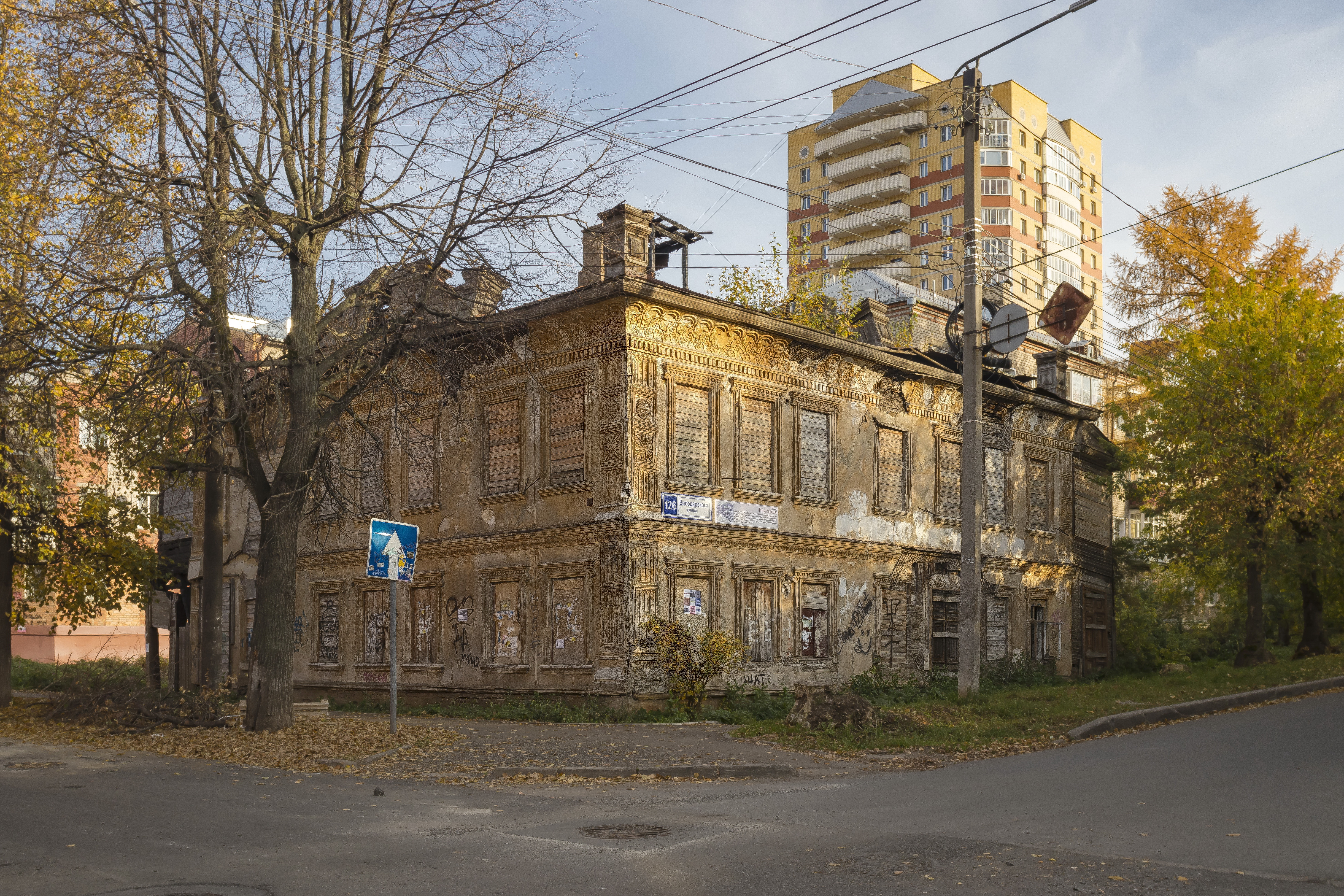
Дом Мышкина

После муниципализации в 1918 дом был передан городскому потребительскому обществу в нём разместились жилые и торговые помещения. Как памятник архитектуры дом был внесён в «Список памятников градостроительства и архитектуры Кировской области на 1955 год».

#### Дом Е. Д. Мышкина (Дом 42)
Двухэтажный деревянный дом на низком каменном фундаменте на углу Орловской и Никитской улиц построен губернским секретарём Егором Мышкиным в 1870 году, но вскоре продан с торгов и оказался во владении крестьянки Федосьи Шипицыной. В 1913—1914 годах Алцыбеева осуществила переустройство здания. Подрядчик — отделочник Н. Е. Джмухадзе при отделке фасада использовал оригинальный метод сборки лепных украшений из заранее заготовленных элементов карниза, горизонтального пояска, сандриков и наличников.
Здание дважды горело: 26 декабря 2016 года и 7 января 2017 года. Сейчас находится в заброшенном и аварийном состоянии.